# Coracornis
Coracornis és un gènere d'ocells de la família dels paquicefàlids (Pachycephalidae).

## Taxonomia
Segons la Classificació del Congrés Ornitològic Internacional (versió 14.2, 2024) aquest gènere està format per dues espècies:
- Coracornis raveni - xiuladora dorsibruna.
- Coracornis sanghirensis - xiuladora de les Sangihe.